# Morbid Saint
Morbid Saint ist eine US-amerikanische Thrash-Metal-Band, die im Jahr 1986 in Sheboygan, Wisconsin gegründet wurde, sich im Jahr 1993 trennte und sich 2010 wieder zusammenschloss.

## Geschichte
Die Band wurde im Jahr 1986 von den Gitarristen Jim Fergades und Jay Visser, Bassist Mike Chappa und Schlagzeuger Lee Reynolds gegründet. Bassist Chappa wurde im Folgejahr durch Tony Paletti ersetzt und Sänger Bob Sinjakovic stieß zur Band. Letzter blieb der Band jedoch nicht lange erhalten und wurde durch Pat Lind im Jahr 1988 ersetzt. Zusammen nahmen sie im selben Jahr ihr erstes Demo namens Lock Up Your Children auf.
Im Jahr 1988 nahmen sie ihr erstes und bisher einziges Album auf. Das Album Spectrum of Death wurde von Eric Greif produziert, welcher außerdem der Manager von Chuck Schuldiner und Death von den Jahren 1988 bis 1992 war. Morbid Saint spielte als Eröffnungsband für Death auf dem Metalfest 1989, auf dem auch Acrophet auftraten. Das Album wurde bei Opus Recording in Gurnee, Illinois, aufgenommen.
Im Jahr 1992 wurde das Demo Destruction System veröffentlicht, ehe sich die Band im Dezember 1993 auflöste.
Während der Trennung widmeten die Mitglieder sich verschiedenen Dingen: Pat Lind arbeitete als Verkäufer und spielte in einer Band namens Sgt. Discharge. Zudem hatte er auch Anstellung in einem Zoo. Jay Visser spielte in einigen verschiedenen Bands, heiratete und bekam eine Tochter. Jim Fergades betrieb sein eigenes Geschäft. Im Jahr 2010 schloss sich die Band wieder zusammen und bereitete sich auf ein neues Album vor. Die Band stand bei Relapse Records unter Vertrag. Die Band bestand nun aus den Mitgliedern Jim Fergades, Jay Visser, Pat Lind, sowie einem neuen Schlagzeuger und einem neuen Bassisten die auf dem neuen Album vorgestellt werden sollen.

## Stil
Die Band spielt sehr aggressiven, schnellen Thrash Metal. Die Musik ist technisch anspruchsvoll und wird als eine Mischung aus Dark Angel und Kreator beziehungsweise aus Sadus und (frühen) Bathory beschrieben.

## Diskografie
- Lock Up Your Children (Demo, 1988, Eigenveröffentlichung)
- Spectrum of Death (Album, 1988, Avanzada Metalica)
- Destruction System (Demo, 1992, Eigenveröffentlichung)
- Thrashaholic (Kompilation, 2012, Eigenveröffentlichung)
- Destruction System (Album, 2015, Weird Face Productions)
- Swallowed by Hell (Album, 2024, High Roller Records)